# Welcome Home, Jellybean
Welcome Home, Jellybean is de tweede aflevering van het eerste seizoen van het televisieprogramma CBS Schoolbreak Special, die voor het eerst werd uitgezonden op 27 maart 1984. De aflevering werd genomineerd voor de Daytime Emmy Awards en Young Artist Awards.

## Plot
De aflevering vertelt het verhaal van een gehandicapt meisje dat tot nu toe haar hele leven doorgebracht heeft in een instituut. Wanneer ze twaalf jaar oud is, besluiten haar ouders haar als een normaal kind op te voeden.

## Cast
- Dana Hill - Geraldine 'Jellybean' Oxley
- Deborah May - Margaret Oxley
- Burke Byrnes - Ted Oxley
- Christopher Collet - Neil Oxley
- Irene Tedrow - Miss Bowring
- Basil Hoffman - Mr. Rasmussen
- Vince Howard - Mr. Parrish
- Courtney Gains - Joe
- Beau Dremann - Beef
- Doug Toby - East Ender